# Ringo Lam
Ringo Lam Ling-tung (egyszerűsített kínai: 林嶺東, hagyományos kínai: 林岭东, pinjin: Lín Lǐngdōng, jűtphing: Lam4 Leng5 Dung1, magyaros: Lam leng-tung; Brit Hongkong, 1955. december 8. – Hongkong, 2018. december 29.) hongkongi filmrendező, producer és forgatókönyvíró. 
1996-ban Mindhalálig címmel elkészítette első amerikai filmjét, Jean-Claude Van Damme főszereplésével. A továbbiakban számos alkalommal dolgozott együtt az akciófilmes színésszel.

## Élete és pályafutása
1955. december 8-án született Brit Hongkongban. 1973-ban csatlakozott a TVP Színészképző Programhoz. Itt ismerkedett meg Chow Yun-fattel, akivel később többször is dolgozott együtt. 
Pár színészi szerep után Kanadába költözött és a York Egyetemen tanult. 1981-ben tért vissza Hongkongba.
Első négy filmjét nem ő írta.

## Halála
2018. december 29-én hunyt el otthonában.

## Filmográfia

### Rendező, író és producer
| Év   | Magyar cím          | Eredeti cím                             | Feladatkör | Feladatkör | Feladatkör |
| Év   | Magyar cím          | Eredeti cím                             | Rendező    | Író        | Producer   |
| ---- | ------------------- | --------------------------------------- | ---------- | ---------- | ---------- |
| 1983 |                     | Yam yeung choh                          | Igen       | Nem        | Nem        |
| 1984 |                     | Jun zi hao qiu                          | Igen       | Nem        | Nem        |
| 1985 |                     | Oi san yat ho                           | Igen       | Igen       | Nem        |
| 1986 | Őrült küldetés 4.   | Zui jia pai dang 4: Qian li jiu chai po | Igen       | Igen       | Nem        |
| 1987 |                     | City on Fire / Lung foo fung wan        | Igen       | Sztori     | Igen       |
| 1987 | Lángoló börtön      | Gam yuk fung wan                        | Igen       | Nem        | Vezető     |
| 1988 |                     | Hok hau fung wan                        | Igen       | Nem        | Igen       |
| 1989 |                     | Ban wo chuang tian ya                   | Igen       | Nem        | Igen       |
| 1990 |                     | Sheng zhan feng yun                     | Igen       | Nem        | Igen       |
| 1990 |                     | Yong chuang tian xia                    | Nem        | Sztori     | Nem        |
| 1991 |                     | Yi chu ji fa                            | Igen       | Nem        | Nem        |
| 1991 | Lángoló börtön 2.   | Gam yuk fung wan II: To fan             | Igen       | Nem        | Nem        |
| 1992 | Sárkányikrek        | Seong lung wui                          | Igen       | Nem        | Nem        |
| 1992 | Full kontakt        | Hap do Ko Fei                           | Igen       | Nem        | Igen       |
| 1994 |                     | Huo shao hong lian si                   | Igen       | Nem        | Nem        |
| 1995 | Szerencsevadászok   | Da mao xian jia                         | Igen       | Igen       | Nem        |
| 1996 | Mindhalálig         | Maximum Risk                            | Igen       | Nem        | Nem        |
| 1997 |                     | Go do gaai bei                          | Igen       | Igen       | Vezető     |
| 1998 |                     | Gik do chung faan                       | Igen       | Igen       | Nem        |
| 1999 |                     | Muk lou hung gwong                      | Igen       | Igen       | Nem        |
| 1999 | A Féreg akcióba lép | Simon Sez                               | Nem        | Nem        | Vezető     |
| 2001 | Replikáns           | Replicant                               | Igen       | Nem        | Nem        |
| 2003 |                     | Kei fung dik sau                        | Igen       | Sztori     | Nem        |
| 2003 | Maga a pokol        | In Hell                                 | Igen       | Nem        | Nem        |
| 2007 |                     | Tit sam gok                             | Igen       | Nem        | Igen       |
| 2015 |                     | Mai sing                                | Igen       | Sztori     | Nem        |
| 2016 | Tomboló tűz         | Chung tin foh                           | Igen       | Sztori     | Nem        |
| 2020 |                     | Qi ren yue dui                          | Posztumusz | Posztumusz | Nem        |

### Színész
| Év   | Cím                                 | Szerep            | Megjegyzések                    |
| ---- | ----------------------------------- | ----------------- | ------------------------------- |
| 1976 | Ni xi de ji                         | ismeretlen szerep | angol cím: You Are Wonderful    |
| 1987 | City on Fire                        | Chow kontaktja    | eredeti cím: Lung hu feng jün   |
| 1988 | Bat sing bou hei                    | közönség tagja    | angol cím: The Eighth Happiness |
| 1992 | Sárkányikrek (Seong lung wui)       | kártyajátékos     | angol cím: Twin Dragons         |
| 2011 | Tarantino, le disciple de Hong-Kong | önmaga            | dokumentumfilm                  |

### Egyéb
1986: Heng cai san qian wan (The Thirty Million Rush) – kaszkadőrrendező